# 안국 (대장화)
안국(安國, 902년 7월 ~ 909년)은 대장화(大長和) 환제(桓帝) 정매사(鄭買嗣)의 연호이다.

## 연대 대조표
| 안국       | 원년       | 2년        | 3년        | 4년        | 5년        | 6년        | 7년        | 8년        |
| 서기(西紀) | 902년      | 903년      | 904년      | 905년      | 906년      | 907년      | 908년      | 909년      |
| 간지(干支) | 임술(壬戌) | 계해(癸亥) | 갑자(甲子) | 을축(乙丑) | 병인(丙寅) | 정묘(丁卯) | 무진(戊辰) | 기사(己巳) |

## 동시대 연호
| 이전 연호 남조 중흥(中興) | 중국의 연호 대장화(大長和) | 다음 연호 효치(孝治) |